# Archivio Nisseno
La rivista Archivio Nisseno è una rivista  semestrale edita dalla Società Nissena di Storia Patria a Caltanissetta. Essa ha iniziato le sue pubblicazioni nel 2007 ed ininterrottamente, al novembre 2018, ha pubblicato 22 numeri della stessa.
Gli autori degli articoli sono studiosi e appassionati di storia, lettere, arti e problemi della realtà socioculturale del comprensorio nisseno, essi affrontano nella rivista temi e soggetti dello stesso territorio ma non solo.
Il n. XIII della rivista, presentato il 5 febbraio 2014, presso l'I.I.S.S. Mottura” di Caltanissetta. è dedicato grandemente al poeta palermitano Giovanni Meli e alle sue poesie riscritte, nel 1814 in dialetto veneziano, dal poeta veneto di origine bellunese Anton Maria Lamberti. Questa operazione di riscoperta letteraria è particolarmente importante per:
...

A loro modo, anche Meli e Lamberti, questi cantori di sensibilità territorialmente definite, hanno contribuito a determinare una comune coscienza nuova.»
(Archivio Nisseno: Poesia che unisce)
Inoltre sono interessanti, insieme ad altri, gli articoli di Luigi Santagati in cui si parla della prima Società di Storia Patria Nissena: Pro Nissa, e di Valerio Cimino che parla dello stradario di San Cataldo del 1866.